# Авила Бич (Калифорнија)
Авила Бич (енгл. Avilla Beach) насељено је место без административног статуса у америчкој савезној држави Калифорнија.

## Демографија
По попису из 2010. године број становника је 1.627.
| Група             | 2000.    | 2010.         |
| Белци             | 0 (0,0%) | 1.443 (88,7%) |
| Афроамериканци    | 0 (0,0%) | 13 (0,8%)     |
| Азијати           | 0 (0,0%) | 33 (2,0%)     |
| Хиспаноамериканци | 0 (0,0%) | 111 (6,8%)    |
| Укупно            | 0        | 1.627         |